# Aciphylla colensoi
Aciphylla colensoi är en flockblommig växtart som beskrevs av Joseph Dalton Hooker. Aciphylla colensoi ingår i släktet Aciphylla och familjen flockblommiga växter. Inga underarter finns listade i Catalogue of Life.

## Bildgalleri

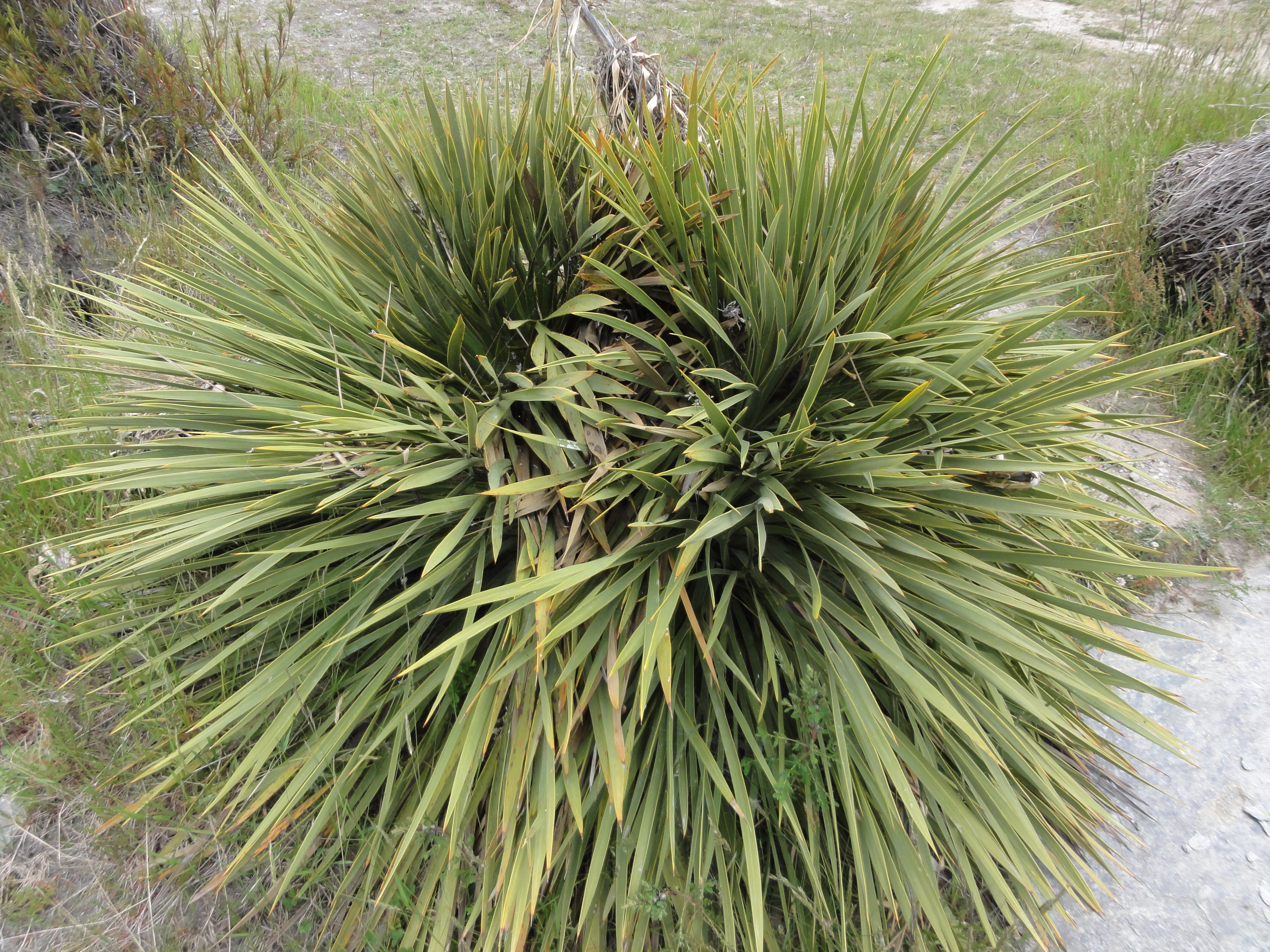